# Тихон (Руднев)
Архимандри́т Ти́хон (в миру Васи́лий Фёдорович Ру́днев; 1834—1904) — духовный писатель, настоятель Московского Данилова монастыря, действительный член «Общества любителей духовного просвещения» (1865).

## Биография
Василий Фёдорович Руднев родился в селе Кончинино, в семье бедного сельского пономаря. После окончания Спасо-Вифанской семинарии в июле 1856 года был произведён московским митрополитом Филаретом в диаконы и определён служить в церкви Космы и Дамиана в Таганной слободе; 2 августа 1868 года митрополитом Иннокентием, по просьбе прихожан, он был рукоположен в священники Космодамианской церкви.
По совету Василия Руднева староста церкви текстильный фабрикант Д. И. Хлудов в 1871 году подарил Епархиальному ведомству большой каменный дом на Ордынке, в котором после перестройки разместилось женское Мариинское епархиальное училище; Василий Руднев был назначен членом Совета этого училища, а также открытого при нём училища иконописания.
В 1873 году Василий Руднев был назначен настоятелем Троицкой церкви на Шаболовке. В 1881 году при церкви была открыта библиотека, в которой к 1888 году находилось 286 книг духовно-нравственного содержания. В 1885 году началось строительство нового здания церкви по проекту Н. В. Никитина. В день освящения новопостроенной церкви, 21 сентября 1895 года, митрополит Сергий возложил на Василия Руднева золотой крест с бриллиантами, поднесённый «от лица прихожан в благодарность за многолетнюю службу и усердные труды по сооружению храма». А 15 мая 1897 года последовал указ о награждении его саном протоиерея.
Протоиерей Василий Руднев 18 июля 1901 года был назначен настоятелем Московского Данилова монастыря, а 18 августа епископом Дмитровским Трифоном он был пострижен в храме Московского Богоявленского монастыря в монашество с наречением имени Тихона в честь святителя Воронежского; на следующий день в Троицком соборе Данилова монастыря митрополит Владимир возвёл его в сан архимандрита.
Архимандрит Тихон умер в субботу 11 сентября 1904 года после непродолжительной болезни. По словам современника, протоиерея П. С. Шумова, в последнее время настоятель Данилова монастыря «перенес скорби, даже клеветы злых людей». В некрологе, опубликованном в «Московских церковных ведомостях» за 1904 год, о нём говорилось как об «одном из выдающихся по своей деятельности представителей высшего московского духовенства».

## Семья
Василий Руднев был женат, но овдовел в 1880 году. Супруги имели семерых детей, в живых осталось четверо:
- старший сын Сергей стал потомственным почётным гражданином;
- младший сын Василий стал священником;
- старшая дочь (имя неизвестно) вышла замуж за священника, впоследствии протоиерея, Ивана Мансветова;
- младшая дочь Александра (1879–1965) вышла замуж за бухгалтера Московского Купеческого Банка, потомственного почетного гражданина Александра Николаевича Колобашкина (1876–1924). У них родилась дочь Елена Александровна Колобашкина, в замужестве Кавельмахер (1903-1992), мать известного историка архитектуры В. В. Кавельмахера и бабушка известного художника С. В. Заграевского[3].

## Труды
Ещё в период дьяконского служения любимым занятием Василия Руднева было духовное чтение. На последние, очень скудные средства свои он начал собирать библиотеку, которая, увеличиваясь, под конец жизни достигла больших размеров. Его статьи духовного содержания начали размещаться в открытом тогда духовном журнале «Душеполезное чтение». В дальнейшем им было написано несколько очерков о храмах, в которых он служил. Довольно известными стали сочинения о. Василия Руднева, посвящённые Николо-Пешношскому монастырю: «Историческое описание мужского общежительного монастыря Святого Чудотворца Николы, что на Пешноше», «Святитель Варсонофий, Казанский чудотворец как настоятель Николаевского Пешношского монастыря» и «Архимандрит Мефодий. Настоятель Николаевского Пешношского монастыря (Биографический очерк)» (1893—1895). Ряд сочинений были посвящены Иоанно-Предтеченскому монастырю: «Обновление Московского Ивановского монастыря» (1879), «Подвижница Московского Ивановского женского монастыря инокиня Досифея (Княжна Тараканова)» (1888) и "Блаженная схимонахиня Марфа, подвижница Московского Ивановского монастыря (1889).